# Oxyrrhis
Oxyrrhis é um género de dinoflagelados no qual está incluída a espécie Oxyrrhis marina.
O género é por vezes considerado monotípico, no entanto, algumas fontes indicam  que outras espécies como Oxyrrhis parasitica e O. phaeocysticola fazem parte deste género.